# Gorka Iraizoz
Gorka Iraizoz Moreno (ur. 6 marca 1981 w Pampelunie) – hiszpański piłkarz narodowości baskijskiej grający na pozycji bramkarza.

## Kariera klubowa
W 1999 roku rozpoczął grę na szczeblu seniorskim w CD Baskonia – filialnym klubie Athletic Bilbao grającym w Tercera División (IV lidze). Do Baskonii trafił z małego klubu z Pampeluny – UDC Chantrea, współpracującego z Athletikiem Bilbao.
Po sezonie 1999/2000 przeniesiono go do rezerw Athleticu, ale nie wywalczył miejsca w pierwszym składzie. Jeszcze w trakcie sezonu wypożyczono go do SD Gernika, gdzie rozegrał 14 meczów. Tam także spędził następny sezon (36 meczów), a już w roku następnym stał się piłkarzem rezerw Espanyolu, w których grał przez dwa sezony, a na sezon 2004/2005 został wypożyczony do drugoligowego SD Eibar.
W 2005 roku Iraizoz zaczął występować w Primera División, ale był zmiennikiem Carlosa Kameniego. Swój pierwszy mecz w La Liga rozegrał 21 grudnia, a Espanyol pokonał 2:1 Deportivo La Coruña w wyjazdowym spotkaniu. W tamtym sezonie osiągnął swój pierwszy sukces – zdobył Puchar Hiszpanii. W sezonie 2006/2007 w lidze bronił Kameni, a w rozgrywkach Pucharu UEFA trener Ernesto Valverde wystawiał Iraizoza, który stał się objawieniem pucharu. Spisywał się na tyle dobrze, że poprowadził Espanyol do finału, jednak tam zespół z Barcelony uległ po serii rzutów karnych Sevilli.
Latem 2007 za 4,6 miliona euro Iraizoz przeszedł do Athletic Bilbao, gdzie został podstawowym bramkarzem. W połowie sezonu dwukrotnie odniósł ciężkie kontuzje, które spowodowały, że wystąpił tylko w kilkunastu meczach sezonu. W sezonie 2011/12 dotarł do finału Ligi Europy, jednak tam jego zespół mierzył się z Atlético Madryt. Bilbao przegrało w tym meczu 3:0.

### Statystyki klubowe
| Sezon   | Klub              | Kraj      | Liga               | Mecze | Bramki | Puchar Kraju | Mecze | Bramki | Rozgrywki Europy   | Mecze | Bramki |
| ------- | ----------------- | --------- | ------------------ | ----- | ------ | ------------ | ----- | ------ | ------------------ | ----- | ------ |
| 1999/00 | CD Baskonia       | Hiszpania | Segunda División B | 20    | 4      | –            | –     | –      | –                  | –     | –      |
| 2000/01 | Athletic Bilbao B | Hiszpania | Segunda División B | 0     | 0      | –            | –     | –      | –                  | –     | –      |
| 2000/01 | Gernika Club      | Hiszpania | Segunda División B | 14    | 0      | –            | –     | –      | –                  | –     | –      |
| 2001/02 | Gernika Club      | Hiszpania | Segunda División B | 36    | 0      | –            | –     | –      | –                  | –     | –      |
| 2002/03 | RCD Espanyol B    | Hiszpania | Segunda División B | 29    | 0      | –            | –     | –      | –                  | –     | –      |
| 2003/04 | RCD Espanyol B    | Hiszpania | Segunda División B | 30    | 6      | –            | –     | –      | –                  | –     | –      |
| 2003/04 | RCD Espanyol      | Hiszpania | Primera División   | 1     | 0      | –            | –     | –      | –                  | –     | –      |
| 2004/05 | SD Eibar          | Hiszpania | Segunda División   | 41    | 0      | –            | –     | –      | –                  | –     | –      |
| 2005/06 | RCD Espanyol      | Hiszpania | Primera División   | 21    | 0      | Puchar Króla | 5     | 0      | Puchar UEFA        | 6     | 0      |
| 2006/07 | RCD Espanyol      | Hiszpania | Primera División   | 2     | 0      | Puchar Króla | 2     | 0      | Puchar UEFA        | 15    | 0      |
| 2007/08 | Athletic Bilbao   | Hiszpania | Primera División   | 13    | 0      | Puchar Króla | 1     | 0      | –                  | –     | –      |
| 2008/09 | Athletic Bilbao   | Hiszpania | Primera División   | 36    | 0      | Puchar Króla | 9     | 0      | –                  | –     | –      |
| 2009/10 | Athletic Bilbao   | Hiszpania | Primera División   | 37    | 0      | –            | –     | –      | Liga Europy UEFA   | 12    | 0      |
| 2010/11 | Athletic Bilbao   | Hiszpania | Primera División   | 37    | 0      | Puchar Króla | 4     | 0      | –                  | –     | –      |
| 2011/12 | Athletic Bilbao   | Hiszpania | Primera División   | 37    | 0      | Puchar Króla | 9     | 0      | Liga Europy UEFA   | 15    | 0      |
| 2012/13 | Athletic Bilbao   | Hiszpania | Primera División   | 35    | 0      | –            | –     | –      | Liga Europy UEFA   | 7     | 0      |
| 2013/14 | Athletic Bilbao   | Hiszpania | Primera División   | 33    | 0      | –            | –     | –      | –                  | –     | –      |
| 2014/15 | Athletic Bilbao   | Hiszpania | Primera División   | 34    | 0      | Puchar Króla | 1     | 0      | Liga Mistrzów UEFA | 8     | 0      |
| 2015/16 | Athletic Bilbao   | Hiszpania | Primera División   | 37    | 0      | –            | –     | –      | –                  | –     | –      |
| 2016/17 | Athletic Bilbao   | Hiszpania | Primera División   | 16    | 0      | Puchar Króla | 4     | 0      | Liga Europy UEFA   | 3     | 0      |
| 2017/18 | Girona FC         | Hiszpania | Primera División   | 8     | 0      | Puchar Króla | 1     | 0      | –                  | –     | –      |
| 2018/19 | Girona FC         | Hiszpania | Primera División   | 7     | 0      | Puchar Króla | 7     | 0      | –                  | –     | –      |

Stan na: 20 maja 2019 r.

## Kariera reprezentacyjna
Reprezentacja Kraju Basków (Euskadi):
- Debiut: 27 grudnia 2006 w meczu Euskadi – Serbia 4:0.
- Bilans: 8 meczów (stan na 28 grudnia 2013 r.).